# Nesticella odonta
Nesticella odonta är en spindelart som först beskrevs av Chen 1984.  Nesticella odonta ingår i släktet Nesticella och familjen grottspindlar. Inga underarter finns listade i Catalogue of Life.